# Bernie Worrell
George Bernard Worrell , Jr., detto Bernie (Long Branch, 19 aprile 1944 – Everson, 24 giugno 2016), è stato un tastierista e compositore statunitense, noto soprattutto per essere stato membro fondatore dei Parliament e dei Funkadelic e per la collaborazione con i Talking Heads.
È membro della Rock and Roll Hall of Fame, inserito nel 1997 assieme ad altri quindici membri dei Parliament-Funkadelic.

## Biografia

### I primi anni e il periodo funk
Worrell nacque a Long Branch, ma crebbe a Plainfield, nel New Jersey.
Era considerato un bambino prodigio per le sue abilità legate alla musica: cominciò a suonare il piano all'età di tre anni e si esibì in pubblico per la prima volta un anno più tardi.
All'età di otto anni scrisse un concerto e a dieci anni si esibì con la Washington Symphony Orchestra.
Continuò ad approfondire gli studi di musica classica alla Juilliard di New York e al New England Conservatory.
Nel periodo in cui era studente, suonò con un gruppo chiamato Chubby & the Turnpikes, conosciuto in seguito come Tavares.
Worrell conobbe George Clinton, l'allora leader di un gruppo doo-wop noto come The Parliaments.
Presto il gruppo si sciolse e Clinton si trasferì a Detroit, nel Michigan, dove riformò una band con il nome Parliament.
Worrell lo seguì, prendendo parte anche al gruppo e al progetto parallelo Funkadelic.
Durante gli anni settanta lo stesso gruppo di musicisti andava in tournée e registrava sotto entrambi i nomi di Parliament e di Funkadelic, portando avanti contemporaneamente anche diversi altri progetti paralleli, conosciuti collettivamente come Parliament-Funkadelic.
Worrell era una delle figure centrali tra i musicisti che ne facevano parte, suonando il piano, le tastiere e l'organo in entrambe le formazioni, oltre a scrivere e arrangiare molti dei brani delle band.
Il suo sound era uno degli elementi che più caratterizzano le canzoni.
Worrell introdusse il sintetizzatore di basso elettrico per tastiera nella musica moderna utilizzandolo per la prima volta nella canzone dei Parliament Flash Light, dall'album Funkentelechy Vs. the Placebo Syndrome.
Nel 1978 pubblicò il primo album da solista All the Woo in the World.
Mentre la maggior parte dei musicisti funk utilizza tradizionalmente tastiere elettriche come ad esempio l'organo Hammond ed il Fender Rhodes, Bernie Worrell creava il suo sound distintivo attraverso il sintetizzatore minimoog. Il lavoro di Worrell è evidente nella maggior parte dei brani più conosciuti dei Parliament, come Mothership Connection (Star Child) e Give Up the Funk (Tear the Roof Off the Sucker) dall'album Mothership Connection, Flash Light da Funkentelechy Vs. the Placebo Syndrome e Aqua Boogie (A Psychoalphadiscobetabioaquadoloop) da Motor Booty Affair.

### Dagli anni ottanta in poi
Dopo che gli originari Parliament-Funkadelic smisero di esibirsi nel 1980, Worrell pubblicò diversi album da solista.
Negli anni ottanta venne assunto, con altri musicisti provenienti da generi differenti come Adrian Belew, per esibirsi e registrare con i Talking Heads. La sua esperienza e il suo gusto per gli arrangiamenti rafforzarono il sound complessivo della band. Anche se non entrò mai ufficialmente a far parte dei Talking Heads, ne fu di fatto un membro per la maggior parte degli anni ottanta, comparendo sull'album Speaking in Tongues, sugli album da solisti dei membri della band e in molteplici tour finché non si sciolsero ufficialmente nel 1992.
A partire dalla fine degli anni ottanta, Worrell ha registrato più volte con Bill Laswell come membro dei Praxis.
Negli anni novanta ha suonato con i Gov't Mule.
Dai primi anni 2000, Worrell divenne un membro in vista della cosiddetta scena delle jam band, suonando in vari festival estivi, talvolta sotto il nome di Bernie Worrell and the Woo Warriors.
Worrell suonò con il progetto Black Jack Johnson (dal nome del pugile Jack Johnson), assieme al rapper Mos Def, al batterista Will Calhoun, al bassista Doug Wimbish e al chitarrista Dr. Know. Apparve con la band sull'album di Mos Def del 2004 The New Danger.
Nel 2002 Worrell si unì al bassista Les Claypool, al chitarrista Buckethead e al batterista Bryan Mantia per formare i Colonel Claypool's Bucket of Bernie Brains.
Prese parte al progetto Baby Elephant, una collaborazione con Prince Paul (membro dei Stetsasonic e produttore dei De La Soul) e Don Newkirk, collega di lunga data di Paul. Sull'album Turn My Teeth Up!, pubblicato l'11 settembre 2007, compaiono anche George Clinton, Shock G, Yellowman, Reggie Watts, Nona Hendryx, David Byrne e Gabby La La.

### Curiosità
Bernie Worrell era lo zio del rapper Chino XL.

### Apparizioni in opere cinematografiche
Worrell è apparso nel film documentario Moog del 2004, assieme al pioniere della musica elettronica Robert Moog, inventore del sintetizzatore Moog, e ad altri interpreti di questo strumento.
Nel 2005 è uscito Stranger: Bernie Worrell on Earth, il film documentario sulla sua vita, sulla sua musica e sull'impatto che egli ha avuto sulla musica.
Nel 2015 è apparso nel film Dove eravamo rimasti del regista Jonathan Demme, a fianco di Meryl Streep.

## Discografia

### Album da solista
- 1978 – All the Woo in the World
- 1990 – Funk of Ages
- 1993 – Blacktronic Science
- 1993 – Pieces of Woo: The Other Side
- 1997 – Free Agent: A Spaced Odyssey
- 2007 – Improvisczario
- 2010 – I Don't Even Know
- 2011 – Standards
- 2013 – Elevation: The Upper Air

### Con i Funkadelic
- 1970 – Funkadelic
- 1970 – Free Your Mind... and Your Ass Will Follow
- 1971 – Maggot Brain
- 1972 – America Eats Its Young
- 1973 – Cosmic Slop
- 1974 – Standing on the Verge of Getting It On
- 1975 – Let's Take It to the Stage
- 1976 – Tales of Kidd Funkadelic
- 1976 – Hardcore Jollies
- 1978 – One Nation Under a Groove
- 1979 – Uncle Jam Wants You

### Con i Parliament
- 1970 – Osmium
- 1974 – Up for the Down Stroke
- 1975 – Chocolate City
- 1975 – Mothership Connection
- 1976 – The Clones of Dr. Funkenstein
- 1977 – Funkentelechy Vs. the Placebo Syndrome
- 1978 – Motor Booty Affair
- 1979 – Gloryhallastoopid
- 1980 – Trombipulation

### Con i Talking Heads
- 1982 – The Name of This Band Is Talking Heads (album dal vivo)
- 1983 – Speaking in Tongues
- 1984 – Stop Making Sense (album dal vivo)

### Con i Praxis
- 1992 – Transmutation (Mutatis Mutandis)
- 2007 – Tennessee 2004 (album dal vivo)
- 2008 – Profanation (Preparation for a Coming Darkness)

### Con i Colonel Claypool's Bucket of Bernie Brains
- 2004 – The Big Eyeball in the Sky

### Con i Baby Elephant
- 2007 – Turn My Teeth Up!

### Altri album
- 1984 – Fred Schneider and the Shake Society di Fred Schneider
- 1993 – Every Silver Lining Has a Cloud di Julian Schnabel
- 1999 – Unison di Shin Terai
- 2004 – The New Danger di Mos Def
- 2006 – Gold and Wax di Gigi (Ejigayehu Shibabaw)
- 2007 – Lightyears di Shin Terai
- 2008 – Living on Another Frequency dei Science Faxtion
- 2008 – A New Mind degli Activities of Dust

### Album tributo
- 1997 – Black Night: Deep Purple Tribute